# Non faccio la guerra, faccio l'amore
Non faccio la guerra, faccio l’amore (Brasil:  Não Faço a Guerra, Faço o Amor ) é um filme ítalo/espanhol, do gênero comédia, de 1966, dirigido por Franco Rossi, roteirizado por Jaja Fiastri, Luigi Magni e José Luis Martinez Mollá, música de Riz Ortolani.

## Sinopse
Anos 60, garota, ignorante da atualidade, seqüestra rapaz para ter novos conhecimentos, e o leva a bordo de um submarino alemão, onde cresceu e vive, e que seu comandante conduz de mar em mar, na absurda ideia de um novo conflito.

## Elenco
- Catherine Spaak ....... Ombrina
- Philippe Leroy ....... Nicola
- José Calvo ...... Don Getulio
- O.W. Fischer .......
- Frank Wolff ....... Charlie Morgan
- Paul Muller
- Fiorenzo Fiorentini
- Jacques Herlin
- Juanjo Menéndez(como Juan José Menéndez)